# Gonnus Mons
Gonnus Mons – znacznej wielkości góra na Marsie. Nazwa pochodzi od zaburzenia albedo. Średnica góry wynosi 57 km, natomiast wysokość szczytu  2.890 m. Nazwa góry została zatwierdzona przez Międzynarodową Unię Astronomiczną w 1991 roku.